# Cuscuta applanata
Cuscuta applanata är en vindeväxtart som beskrevs av Georg George Engelmann. Cuscuta applanata ingår i släktet snärjor, och familjen vindeväxter. Inga underarter finns listade i Catalogue of Life.